# Тамель

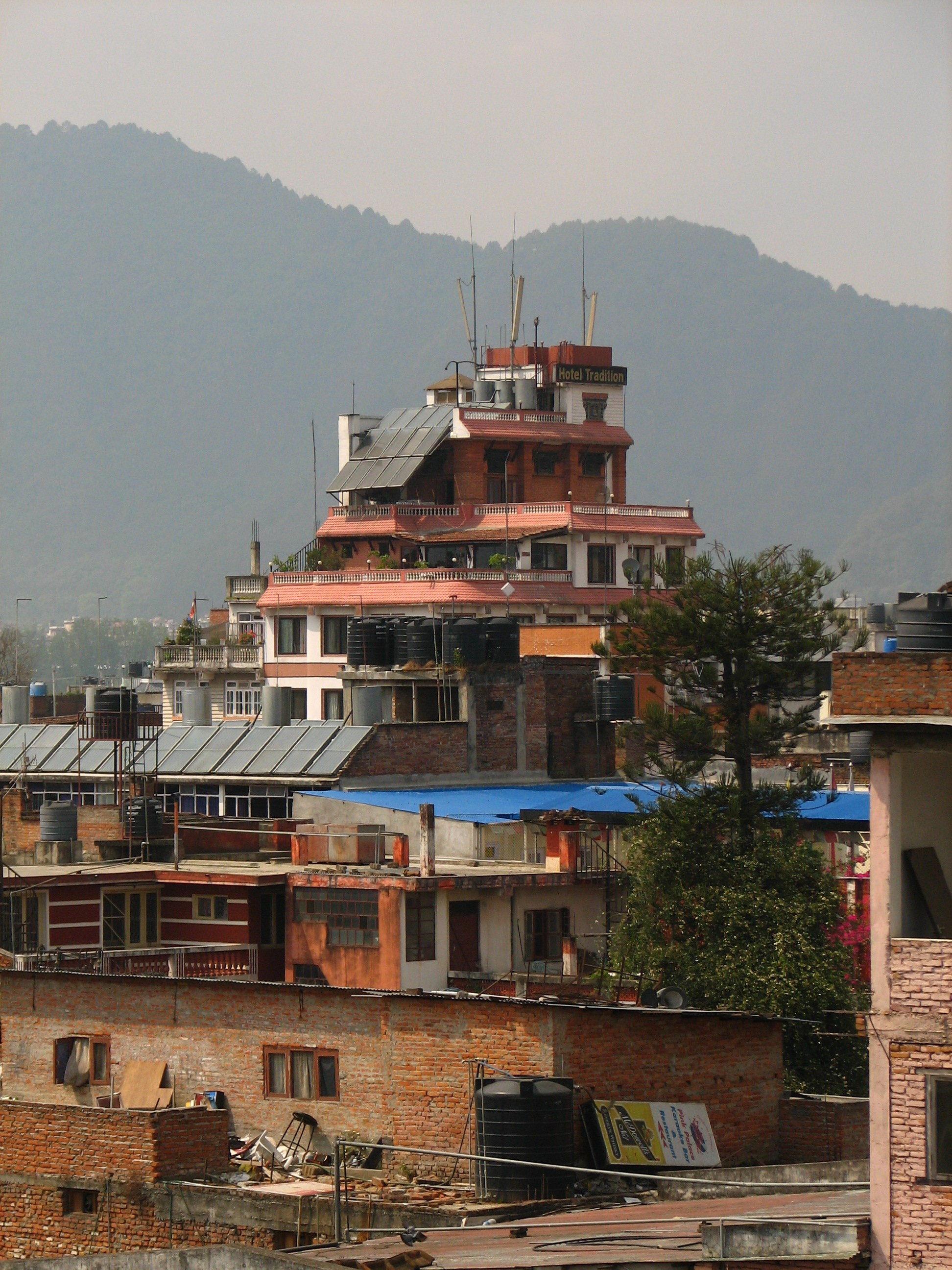
Крыши Тамеля

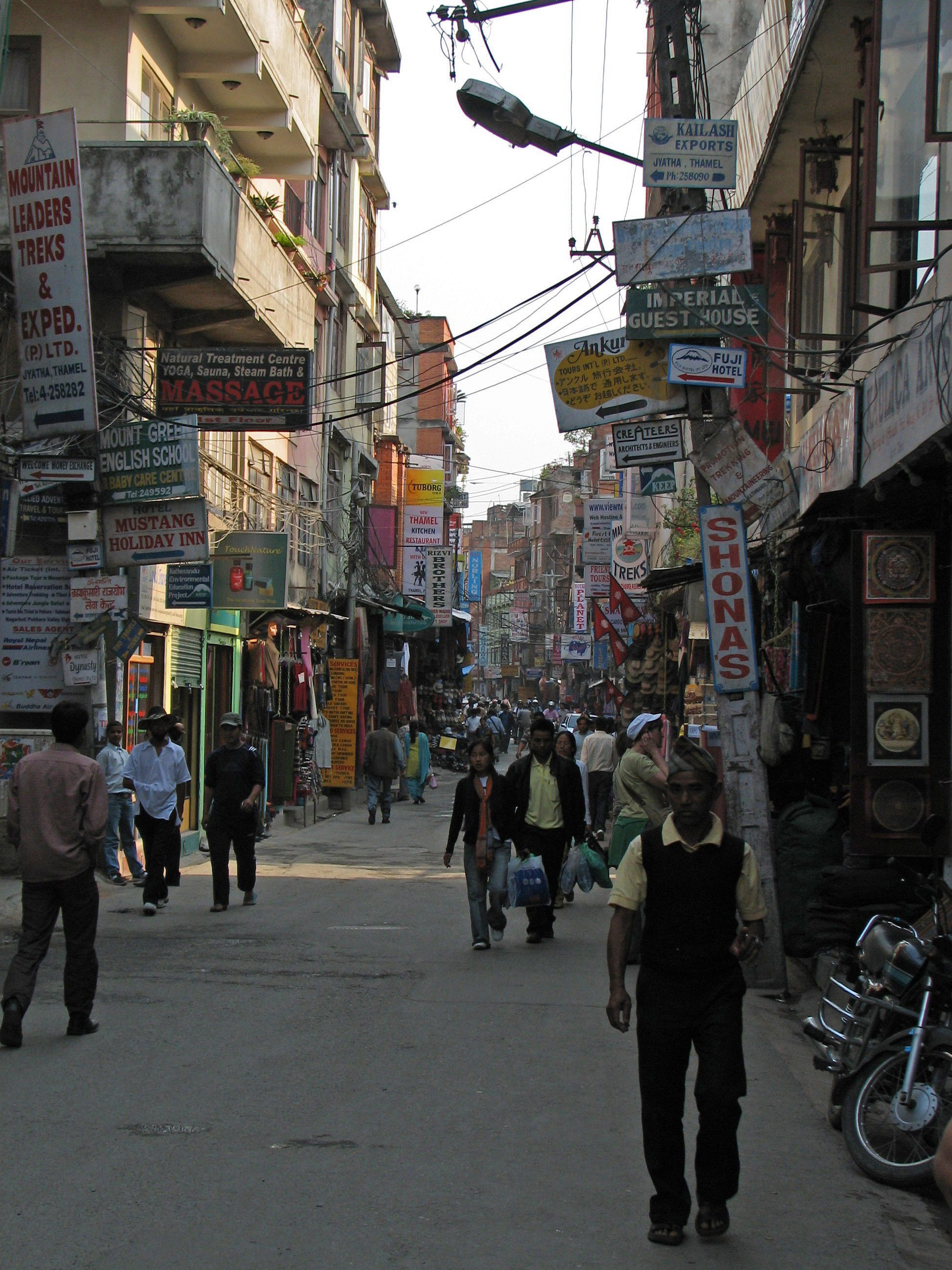
Улицы Тамеля

Тамель (англ. Thamel) — популярный туристический район в Катманду, Непал.
Район сформировался как туристический центр между двумя исходными отелями — Катманду гестхаус и Отель Утце. Тамель состоит из узких улочек, на которых расположены маленькие магазины, туристические бюро, бюджетные отели, валютообменные бюро, многочисленные рестораны, клубы. Сами улицы обычно наполнены уличными торговцами и зазывалами.
Тамель также служит предварительным базовым лагерем для альпинистов, предлагая широкий выбор магазинов с альпинистским снаряжением.
Считается непальским кварталом красных фонарей, где под видом массажных кабинетов работают бордели.